# Johnny Leoni
Johnny Leoni (sinh ngày 30 tháng 6 năm 1984) là một cầu thủ bóng đá đến từ Thụy Sĩ thi đấu cho Tochigi SC ở vị trí thủ môn.

## Sự nghiệp
Anh gia nhập Zurich vào tháng 5 năm 2003, nhưng không trở thành thủ môn số một cho đến mùa giải 2005–06 khi anh lấy vị trí từ Davide Taini.
Thành tích của anh được Ottmar Hitzfeld chú ý và anh có tên trong đội tuyển quốc gia Thụy Sĩ nhưng chưa ra sân trận nào. Leoni ra mắt lần đầu cho Thụy Sĩ vào ngày 10 tháng 8 năm 2011 sau khi vào sân từ ghế dự bị trong hiệp hai trong chiến thắng 2:1 trước Liechtenstein ở trận giao hữu. Anh từng nằm trong đội hình tham dự Giải bóng đá vô địch thế giới 2010 nhưng không được ra sân.
Leoni gia nhập Omonia từ mùa giải 2012–13 sau khi đồng ý với các điều khoản của câu lạc bộ trong kì chuyển nhượng tháng 1. Anh nói rằng, để gia nhập AC Omonoia, anh đã hi sinh vị trí trong đội tuyển quốc gia. Anh gia nhập AC Omonoia và thi đấu 3 trận ở giải vô địch và 2 trận ở Europa League. Anh cũng giành chức vô địch Siêu cúp Síp.
Vào tháng 2 năm 2013 Leoni gia nhập đội bóng tại Giải bóng đá ngoại hạng Azerbaijan Neftchi Baku theo dạng cho mượn đến hết mùa giải.

## Thống kê câu lạc bộ
Cập nhật đến ngày 23 tháng 2 năm 2017.
| Thành tích câu lạc bộ | Thành tích câu lạc bộ | Thành tích câu lạc bộ | Giải vô địch | Giải vô địch | Cúp                   | Cúp                   | Tổng cộng | Tổng cộng |
| Mùa giải              | Câu lạc bộ            | Giải vô địch          | Số trận      | Bàn thắng    | Số trận               | Bàn thắng             | Số trận   | Bàn thắng |
| Nhật Bản              | Nhật Bản              | Nhật Bản              | Giải vô địch | Giải vô địch | Cúp Hoàng đế Nhật Bản | Cúp Hoàng đế Nhật Bản | Tổng cộng | Tổng cộng |
| --------------------- | --------------------- | --------------------- | ------------ | ------------ | --------------------- | --------------------- | --------- | --------- |
| 2016                  | Nagano Parceiro       | J3 League             | 15           | 0            | 1                     | 0                     | 16        | 0         |
| Tổng                  | Tổng                  | Tổng                  | 15           | 0            | 1                     | 0                     | 16        | 0         |

## Danh hiệu
FC Zurich
- Giải bóng đá vô địch quốc gia Thụy Sĩ: 2006, 2007, 2009
- Cúp bóng đá Thụy Sĩ: 2005

AC Omonia
- Cyprus FA Shield: 2012

Tochigi SC: 2017 thăng hạng J2